# Kanton Les Villages Vovéens
Het Kanton Les Villages Vovéens ( voorheen Kanton Voves ) is een kanton van het Franse departement Eure-et-Loir. Het decreet van 7 november 2019 heeft de naam van het kanton aangepast aan de naam van zijn hoofdplaats.

Het kanton maakt deel uit van de arrondissementen Chartres en Chateaudun.

## Gemeenten
Het kanton Voves omvatte tot 2014 de volgende 22 gemeenten:
- Allonnes
- Baignolet
- Beauvilliers
- Boisville-la-Saint-Père
- Boncé
- Fains-la-Folie
- Germignonville
- Louville-la-Chenard
- Montainville
- Moutiers
- Ouarville
- Pézy
- Prasville
- Réclainville
- Rouvray-Saint-Florentin
- Theuville
- Viabon
- Villars
- Villeau
- Villeneuve-Saint-Nicolas
- Voves (hoofdplaats)
- Ymonville

Bij de herindeling van de kantons door het decreet van 24 februari 2014, met uitwerking op 22 maart 2015, werd het kanton uitgebreid tot 67 gemeenten.

Op 1 januari 2016 werden :
- de gemeenten Gommerville en Orlu samengevoegd tot de fusiegemeente (commune nouvelle) Gommerville.
- de gemeenten Theuville en Pézy samengevoegd tot de fusiegemeente (commune nouvelle) Theuville.
- de gemeenten Montainville,  Rouvray-Saint-Florentin, Villeneuve-Saint-Nicolas en Voves samengevoegd tot de fusiegemeente (commune nouvelle) Les Villages Vovéens.
- de gemeenten Baignolet, Fains-la-Folie, Germignonville en Viabon samengevoegd tot de fusiegemeente (commune nouvelle) Eole-en-Beauce. Op 1 januari 2019 werd de gemeente Villeau toegevoegd aan de fusiegemeente (commune nouvelle) Éole-en-Beauce (waarbij ook het accent op de E werd geplaatst).

Op 1 januari 2019 werden de gemeenten Allaines-Mervilliers, Janville en Le Puiset samengevoegd tot de fusiegemeente (commune nouvelle) Janville-en-Beauce.

Sindsdien omvat het kanton volgende 57 gemeenten:
- Allonnes
- Baigneaux
- Barmainville
- Baudreville
- Bazoches-en-Dunois
- Bazoches-les-Hautes
- Beauvilliers
- Boisville-la-Saint-Père
- Boncé
- Bouville
- Bullainville
- Cormainville
- Courbehaye
- Dambron
- Éole-en-Beauce
- Fontenay-sur-Conie
- Fresnay-l'Évêque
- Le Gault-Saint-Denis
- Gommerville
- Gouillons
- Guilleville
- Guillonville
- Intréville
- Janville-en-Beauce
- Levesville-la-Chenard
- Loigny-la-Bataille
- Louville-la-Chenard
- Lumeau
- Mérouville
- Meslay-le-Vidame
- Moutiers
- Neuvy-en-Beauce
- Neuvy-en-Dunois
- Nottonville
- Oinville-Saint-Liphard
- Orgères-en-Beauce
- Ouarville
- Péronville
- Poinville
- Poupry
- Prasville
- Pré-Saint-Évroult
- Pré-Saint-Martin
- Réclainville
- Rouvray-Saint-Denis
- Sancheville
- Santilly
- Terminiers
- Theuville
- Tillay-le-Péneux
- Toury
- Trancrainville
- Varize
- Les Villages Vovéens (hoofdplaats)
- Villars
- Vitray-en-Beauce
- Ymonville